# Enterrament al mar

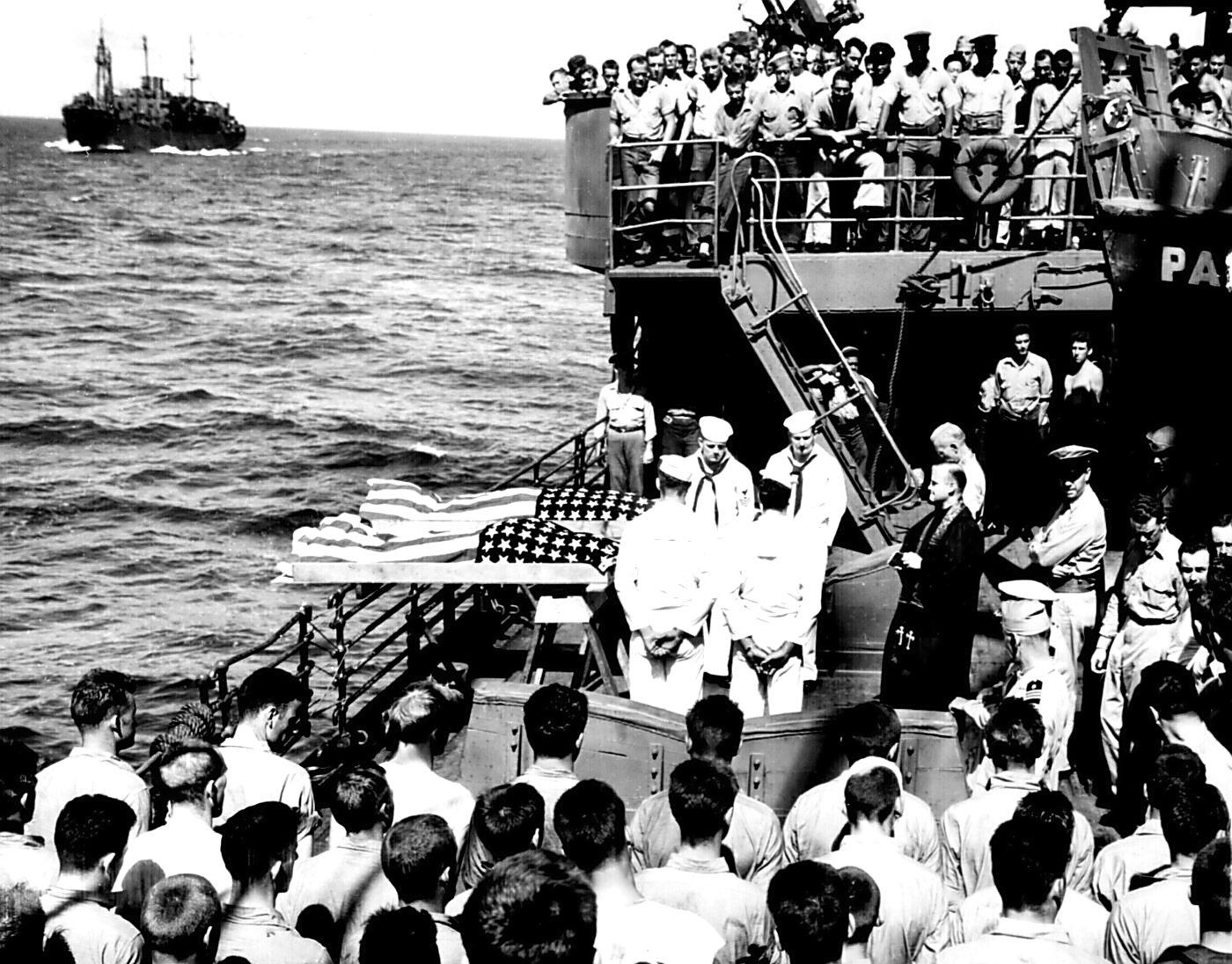
Enterrament al mar, Novembre de 1943

L'enterrament al mar és l'operació de posar un cadàver dins l'oceà, normalment es fa des d'una embarcació o un aparell d'aviació. Es pot fer per part de les forces armades navals o, en molts països, per ciutadans civils.

## Per motius religiosos
Legalment el capità del vaixell pot abocar restes humanes al mar, seguint les disposicions mediambientals de cada país, les regles també s'estenen a les urnes i taüts.
Hi ha serveis comercials per dipositar les cendres dels morts al mar.

### Budisme
En el budisme tradicionalment es fa la cremació del cadàver i les cendres es dipositen en un columbari. La branca del budisme Jodo Shinshu ha creat un servei d'enterrament al mar principalment pels seus membres militars.

### Cristianisme
Oficialment l'esglésis catòlica prefereix enterraments en terra per sobre de la cremació però la permet si les cendres es posen en tombes o s'enterren. Aquesta església està en contra de llençar al mar les cendres des d'un avió o un vaixell, com també de tenir les cendres a casa. Es permet l'enterrament al mar quan la persona hi ha mort.
L'anglicanisme té procediments detallats per l'enterrament al mar. El vaixell ha d'estar parat i el cos cobert amb teles alhora que es disparen dues bales de canons. No s'aconsella distribuir les cendres.
En el luteranisme molts veterans de les forces armades navals o mariners prefereixen ser enterrats en el mar.

### Hinduisme
Tradicionalment es fa la cremació i ossos i cendres se submergeixen al riu Ganges si és possible. De tota manera està permès l'enterrament al mar si ho autoritza un dirigent religiós hindú.

### Islam
Els texts sagrats de l'islam prefereixen l'enterrament en terra. Però si una persona mor al mar i és impossible portar el cos de tornada abans de la seva descomposició es permet l'enterrament al mar evitant, però els animals carronyers i les mutilacions.

### Judaisme
El judaisme ortodox sempre ha prohibit l'enterrament al mar, el judaisme reformat el permet després de consultar un rabí

## Algunes persones enterrades al mar
- Sir Francis Drake (1540–1596) Portobelo Panamà)
- Stan Getz (1927–1991)
- Robert A. Heinlein (1907–1988)[4]
- Doug Henning (1947-2000)
- Edmund Hillary (1919–2008) Nova Zelanda[5]
- Alfred Hitchcock (1899–1980)
- Rock Hudson (1925–1985)
- Janis Joplin (1943–1970)
- Dennis Wilson (1944–1983)
- DeForest Kelley (1920–1999)
- Gene Kelly (1912–1996)
- John F. Kennedy, Jr (1960–1999) Oceà Atlàntic prop de Martha's Vineyard
- Werner Klemperer (1920–2000)
- Peter Lawford (1923–1984).
- Steve McQueen (1930–1980)
- Robert Mitchum (1917–1997)[6]
- Vincent Price (1911–1993)[7] (cendres llançades prop de Point Dume a Malibú (Califòrnia))
- Richard Rodgers (1902–1979)
- H. G. Wells (1866–1946)
- Nombroses víctimes del Titanic
- Adolf Eichmann, el nazi executat per Israel, cremat i les cendres al Mediterrani en aigües internacionals.
- Osama Bin Laden (1957–2011)[8]